# Asfordby Hill
Asfordby Hill är en by i civil parish Asfordby, i distriktet Melton, i grevskapet Leicestershire, i England. Byn är belägen 3 km från Melton Mowbray. Byn hade 638 invånare år 2021.